# Sankt Hans Sogn (Hjørring)
 For alternative betydninger, se Sankt Hans Sogn. (Se også artikler, som begynder med Sankt Hans Sogn)
Sankt Hans Sogn er et sogn i Hjørring Søndre Provsti (Aalborg Stift).
Sankt Hans Sogn og Sankt Olai Sogn, der begge hørte til Vennebjerg Herred i Hjørring Amt, var ét pastorat. De kom også til at udgøre sognekommunen Sankt Hans-Sankt Olai. Den blev ved kommunalreformen i 1970 indlemmet i Hjørring Kommune.
Efter at Bistrupkirken blev indviet i 1978, blev Bistrup Sogn udskilt fra Sankt Hans Sogn og de to andre Hjørring-sogne: Sankt Olai Sogn og Sankt Catharinæ Sogn.
I Sankt Hans Sogn ligger Sankt Hans Kirke.
I sognet findes følgende autoriserede stednavne:
- Gjurup (bebyggelse, ejerlav)
- Herregårdsparken (station)
- Høngård (bebyggelse, ejerlav)
- Jonstrup (bebyggelse, ejerlav)
- Krustrup (bebyggelse, ejerlav)
- Sankt Knuds By (bebyggelse)
- Skiveren (bebyggelse)
- Teglgårdsvej (station)
- Ulvegravene (bebyggelse)
- Vandsted (bebyggelse, ejerlav)
- Åstrup (bebyggelse, ejerlav, landbrugsejendom)

## Geografi
Sognet omgives af Sankt Olai Sogn, Hjørring købstad, Børglum Herred (Hæstrup og Rakkeby Sogn), samt Harritslev, Vennebjerg og Skallerup Sogn. Fra bakkerne ved skellet til Hjørring falder terrænet svagt mod vest, og samme vej strømmer vandløbene, som trods deres beskedne vandføring har udgravet ret markerede dale. Ved det vestlige sogneskel støder de til Liver Å (1375 Lygeraa), som i en anselig dal løber mod nord, og som ved Åstrupgård modtager tilløb fra Hæstrup Møllebæk, der danner skel til Børglum Herred. Den særdeles jævne flade er hævet havbund fra senglacialtiden og med en jordbund, der veksler mellem ler og fint sand. Det sidste er hist og her blæst sammen i klitter, som dog er beplantede (Bagterp plantage). Gennem sognet går jernbanen Aalborg-Hjørring, Hjørring-Løkken-Aabybro (nedlagt) samt Hjørring-Hirtshals. 